# Katamari Damacy
Katamari Damacy (japanska: 塊魂?, Katamari Damashii, 'Klumpsjäl') är ett spel utvecklat av Namco till bland annat Playstation 2. Spelet skapades av Keita Takahashi. 
I spelet skall spelaren på en begränsad tid samla ihop en så stor hög med saker som möjligt med hjälp av ett klot som likt en magnet drar till sig allehanda lösa föremål. Från början är klotets omkrets mycket liten, allteftersom fler och fler föremål fäster vid klotet växer dess diameter och förmågan att klibba fast sig vid allt större objekt ökar. Den skräphög som sedan bildats skall användas för att återskapa delar av universum som King of all cosmos av en händelse råkade förstöra. I den ursprungliga japanska versionen av spelet framgår det att kungen var full när det hände, detta har tagits bort i de följande versionerna. Den som får uppdraget att ställa allt till rätta är kungens son.
Katamari Damacy har fått flera uppföljare, som tillsammans bildar en hel spelserie om Katamari-världen.
Till denna version av spel finns ett soundtrack utgivet på cd, Katamari Fortissimo Damacy.
En HD-variant av spelet, Katamari Damacy Reroll, släpptes för Nintendo Switch och PC den 7 december 2018.